# Johannesteijsmannia altifrons
Johannesteijsmannia altifrons là loài thực vật có hoa thuộc họ Arecaceae. Loài này được (Rchb.f. & Zoll.) H.E.Moore mô tả khoa học đầu tiên năm 1961. Loài này được tìm thấy ở miền nam Thái Lan, Malaysia bán đảo, Borneo và Sumatra.

## Hình ảnh

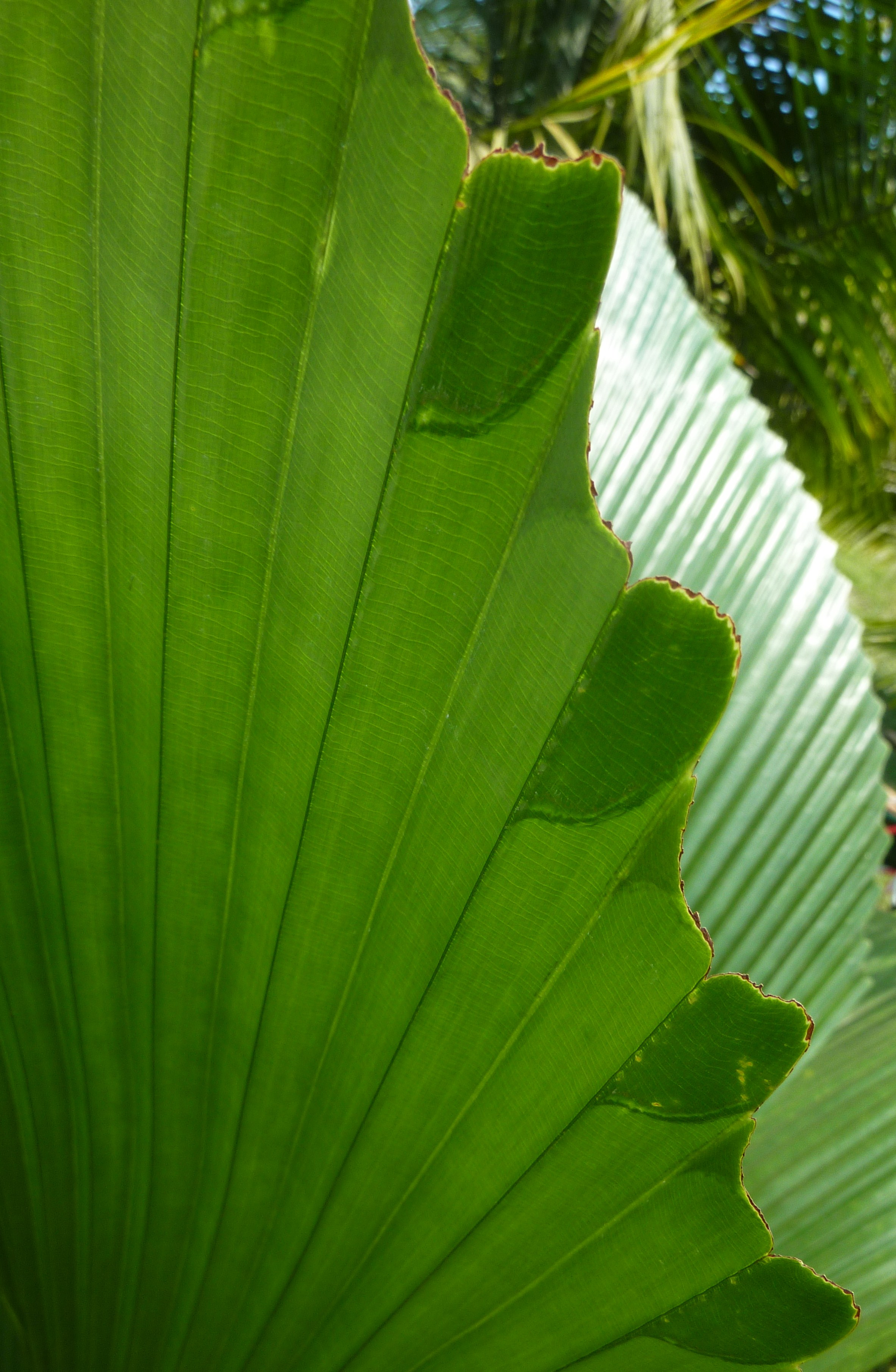
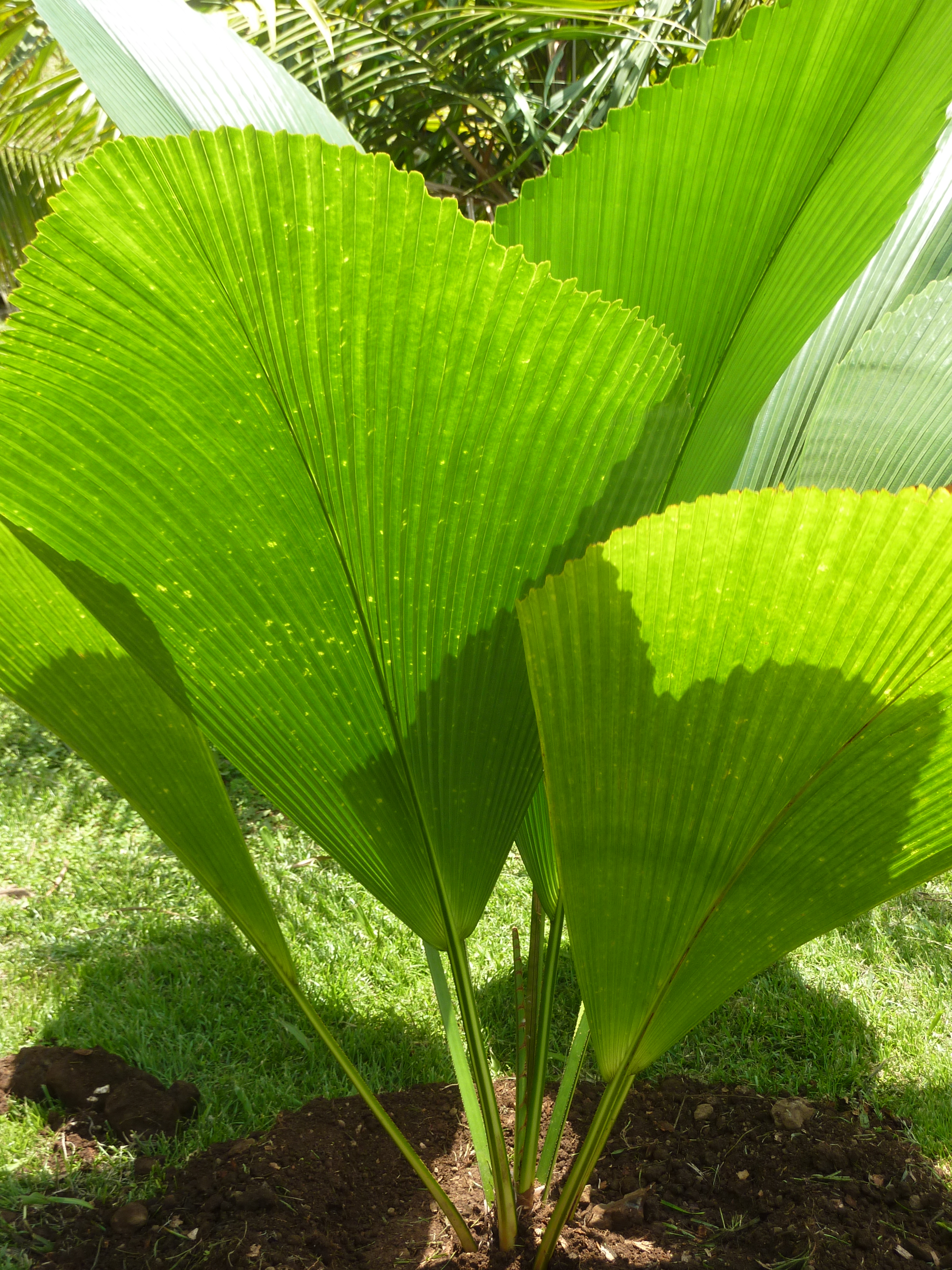
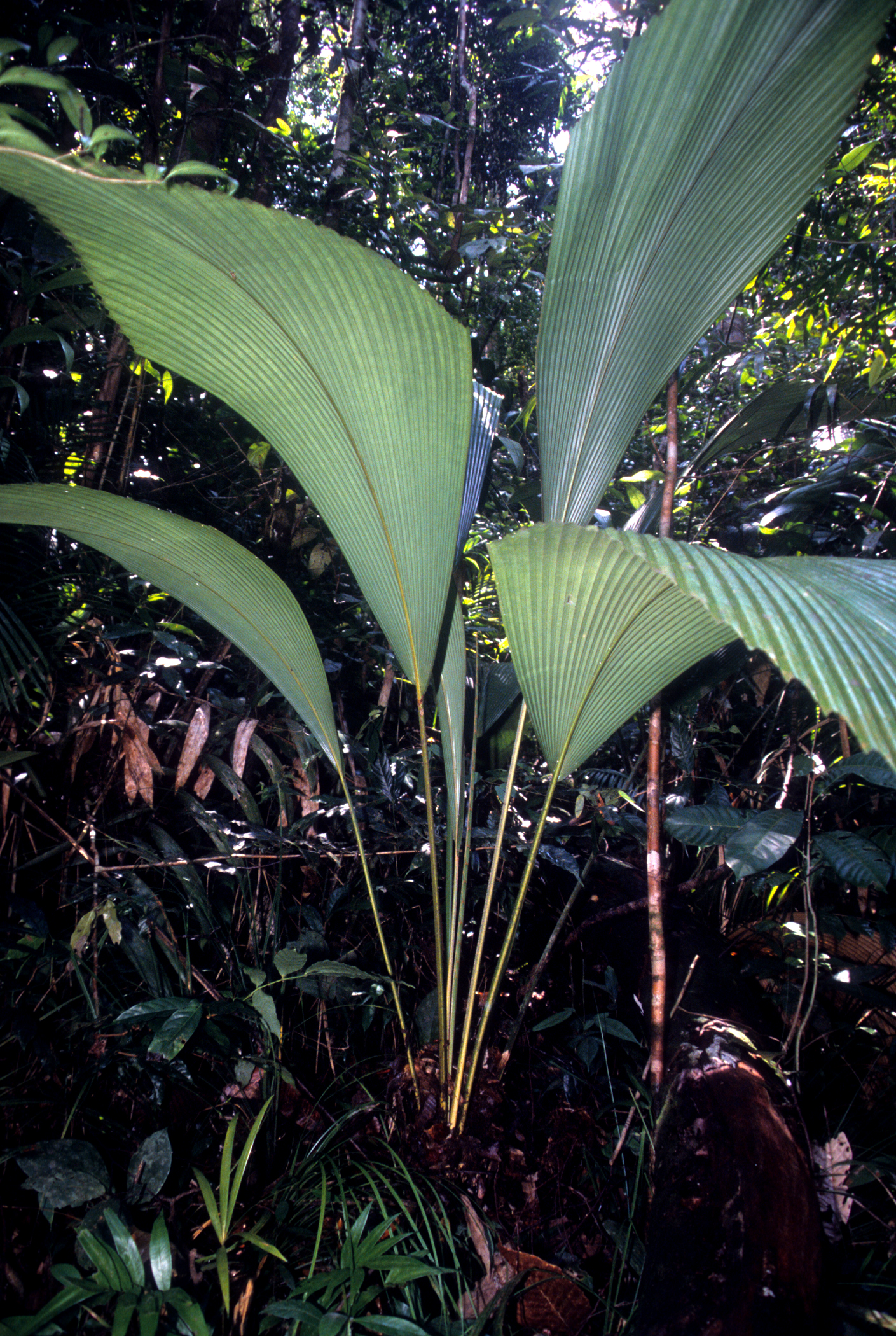
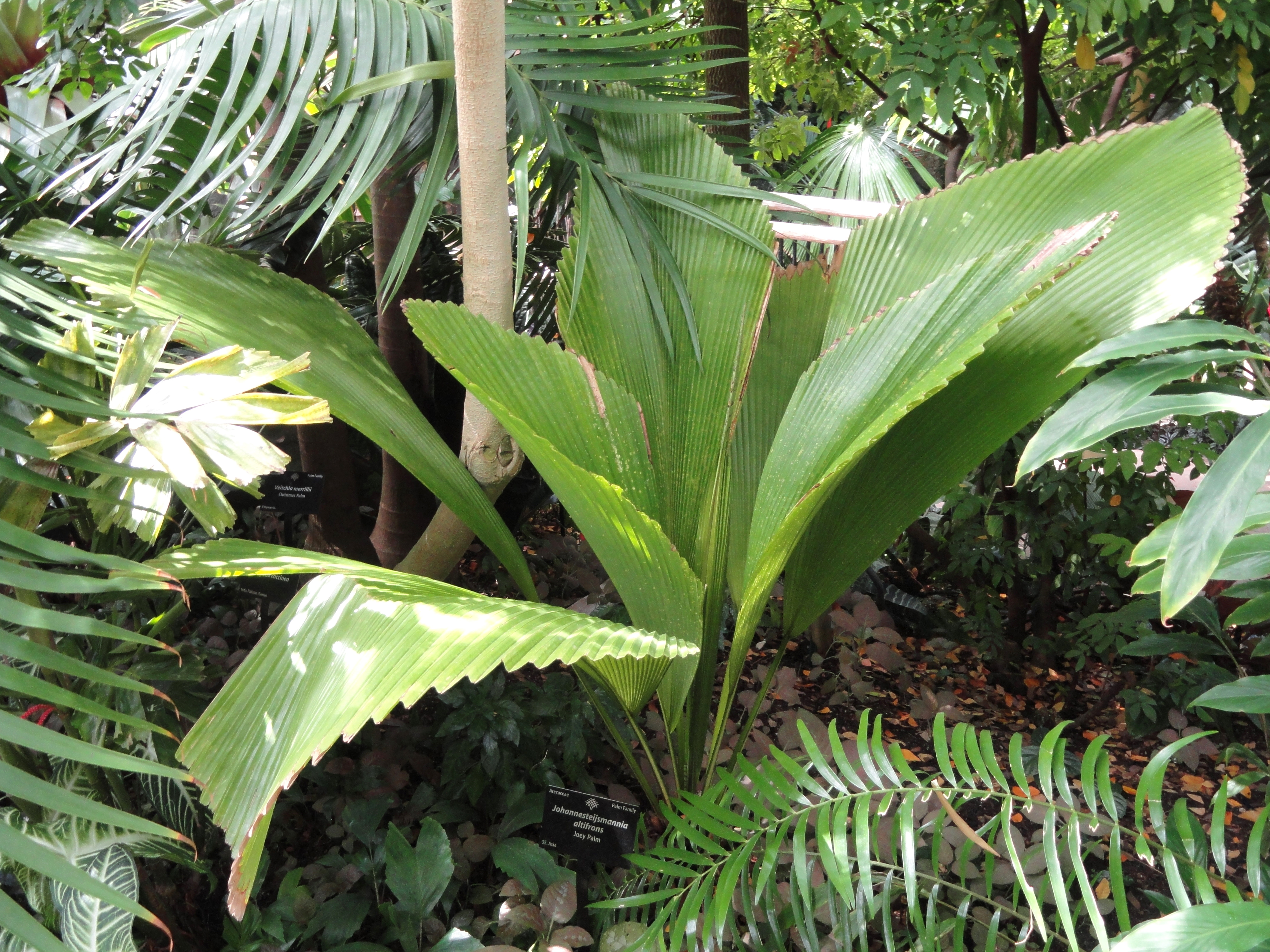
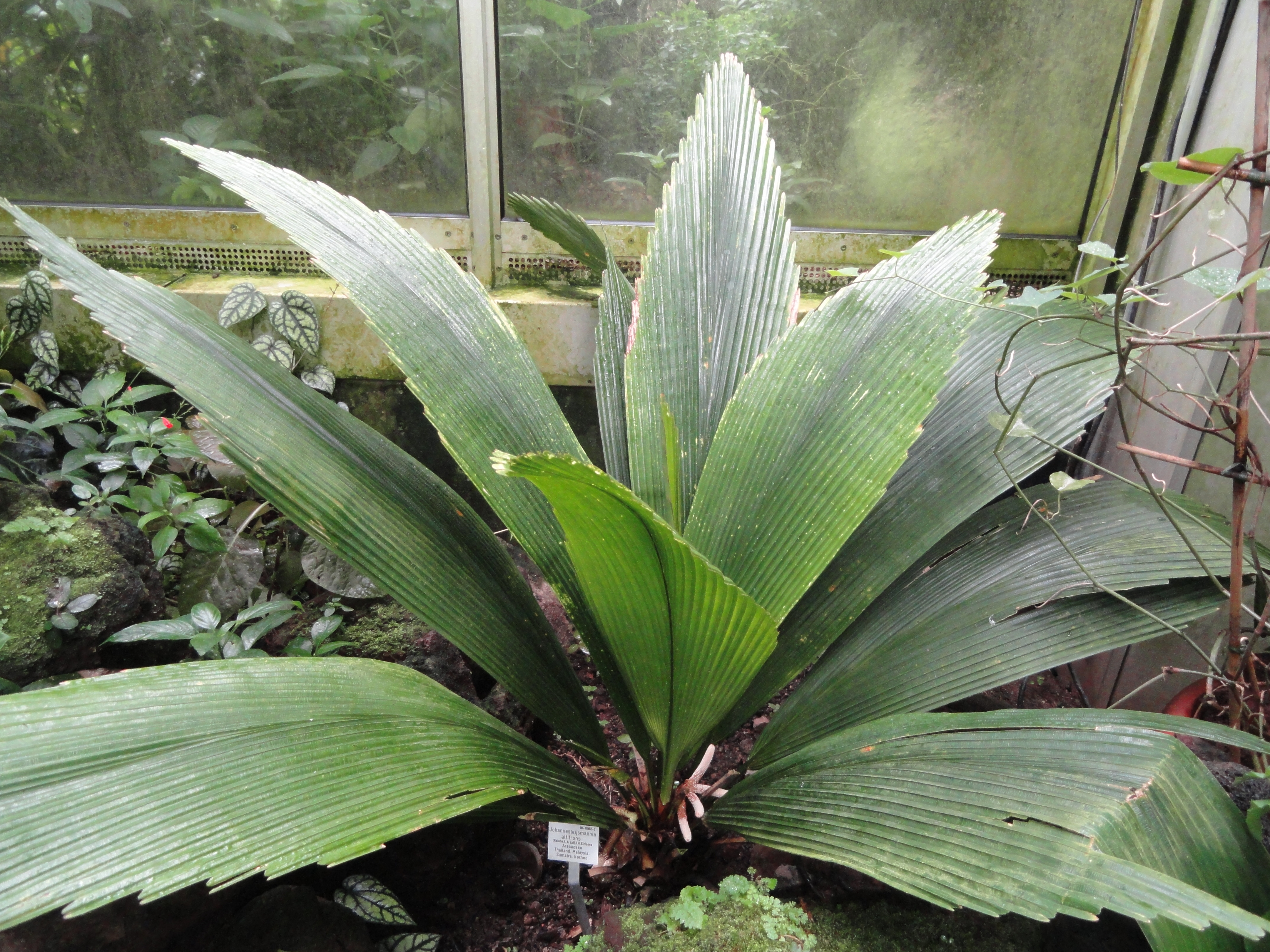